# Stenodyneroides histronimimus
Stenodyneroides histronimimus är en stekelart som först beskrevs av Joseph Charles Bequaert 1918.  Stenodyneroides histronimimus ingår i släktet Stenodyneroides och familjen Eumenidae. Inga underarter finns listade i Catalogue of Life.